# Takahiro Yamanishi
Takahiro Yamanishi (山西 尊裕, 2 d'abril de 1976) és un exfutbolista japonès.
Comença la seua carrera professional al Júbilo Iwata el 1995. El club va guanyar els campionats J.League el 1997, 1999, 2002, Copa J.League el 1998 i Copa de l'Emperador el 2003. Ha jugat als clubs Shimizu S-Pulse i es va retirar a finals de la temporada 2008.
L'abril de 1995, va ser seleccionat per la selecció nacional sub-20 del Japó per al Campionat Mundial juvenil de 1995.